# Cassandra Whitehead
Cassandra Jean là một nữ diễn viên người Mỹ, người mẫu, và là nữ hoàng cuộc thi sắc đẹp từ Houston, Texas. Cassandra học tại trường Texas A&M University-Corpus Christi nơi cô đã trở thành thành viên Gamma Phi của Delta Delta Delta sorority.

## Vẻ đẹp rực rỡ
Jean từng tham dự cuộc thi Hoa hậu Texas Teen USA 2002-2004.Cô là thí sinh lọt vào bán kết trong cả hai năm 2003 và 2004. và đã tổ chức cuộc thi địa phương Houston Miss Teen USA vào năm 2003. Trong các cuộc thi sắc đẹp, cô cạnh tranh cùng với Hoa hậu Texas USA Lauren Lanning (2006) và Magen Ellis (2007). Năm 2005, Jean (như Cassandra Whitehead) giành vương miện Hoa hậu Corpus Christi (một cuộc thi được tổ chức bởi Eva Longoria năm 1998) và lọt vào top 10 tại Miss Texas USA 2005  (một cuộc thi được tổ chức bởi Eva Longoria năm 1998). Jean là chị em họ của Nicole O'Brian, một cựu hoa hậu Texas Teen USA và Hoa hậu Texas USA. Jean từng đến California tham dự cuộc thi Miss USA 2008 nhưng đã bị loại do cô từng là thí sinh trên America's Next Top Model. Năm sau cô là Ban Giám khảo cho cuộc thi Hoa hậu Newport Beach

## America's Next Top Model
Cassandra đã được lựa chọn là thí sinh trên truyền hình thực tế UPN America's Next Top Model, Mùa 5, nhưng cô bỏ cuộc trong tập phim thứ tư. Cô đã khóc trong tập makeover, cô có mái tóc dài, màu nâu sẫm nhưng lại bị cắt rất ngắn và nhuộm tóc vàng. Trong một phần đánh giá nhận xét và loại tiếp theo, Tyra Banks vẫn không hài lòng với mái tóc Whitehead, muốn làm cho nó thậm chí ngắn hơn nhưng Cassandra đã không đồng ý.Các nhà sản xuất đã cho cô một đêm để xem xét lựa chọn có nên cắt tóc hay ra về, và cô đi ra buổi sáng sau. [5] Cô đã được bình chọn là một trong những thí sinh đáng nhớ nhất của AOL  Cassandra xuất hiện trong Mùa 5, America's Next Top Model: Những cô gái đang ở đâu, và America's Next Top Model: Exposed

## Công việc
Jean xuất hiện trong bộ phim Fast & Furious (2009) và 2 Dudes and a Dream (2009).. Cô cũng là khách mời trên một số chương trình truyền hình trong đó có One Tree Hill, Pushing Daisies, The Middleman, CSI: Miami, CSI: Crime Scene Investigation, Las Vegas, Hannah Montana, Twenty-Four Seven (MTV) và America's Next Producer (TV Guide Network).
Jean lập trang lưu trữ Bowl Lucky Strike, MySpace và Tommy Lee's Super Bowl XL tổ chức cho sự kiện Hoa hậu Corpus Christi 2006, America's Next Top Model Diva Dish cùng với "Vẻ ngoài đổi thay trên thảm đỏ" của Tyra Banks Show.Cô cũng xuất hiện trên các show trò chơi 1 vs 100 ngày 15 tháng 2 năm 2008, chiến thắng với số tiền 500.000 đô.